# Tvillingen
Tvillingen è l'ottavo album del cantante svedese Darin, pubblicato nel 2017.

## Tracce
1. Rädda mig - 3:46
2. Tvillingen - 3:02
3. Ja må du leva - 3:23
4. Mardröm (feat. Smith & Thell) - 3:10
5. Alla ögon på mig - 3:37
6. Den här sågen - 3:51
7. Man över bord - 3:01
8. Palmerna i stan - 3:08
9. Paraply - 3:39
10. Allt som vi sa - 2:44

## Classifiche
| Classifica | Posizione |
| ---------- | --------- |
| Svezia     | 1         |